# فیلیپا والن
فیلیپا والن (انگلیسی: Filippa Wallen؛ زادهٔ ۲۱ ژانویهٔ ۲۰۰۰) بازیکن فوتبال اهل سوئد است.
از باشگاه‌هایی که در آن بازی کرده‌است می‌توان به باشگاه فوتبال آی‌ای‌کی اشاره کرد.
وی همچنین در تیم ملی فوتبال Sweden U-17 بازی کرده‌است.